# Bauchweh-Koralle
Die Bauchweh-Koralle (Ramaria mairei, Syn.: Ramaria pallida), auch bekannt als Blasse Koralle oder Bauchweh-Ziegenbart, ist eine giftige Pilzart aus der Familie der Schweinsohrverwandten.

## Merkmale

### Makroskopische Merkmale
Der Fruchtkörper besteht aus einem weißlichen Strunk sowie mehreren fahlblassen, milchkaffeefarbenen Ästen, die sich nach oben mehrfach weiter verzweigen. Die gesamte Struktur nimmt einen Raum von 5 bis 15, selten bis 20 Zentimetern Durchmesser ein. Die Äste sind längsrunzelig und eng angeordnet, ihre Enden sind teils schwach lila-rötlich gefärbt und mit stumpfen Zähnchen. Der Pilz schmeckt mild bis bitterlich und riecht schwach nach Seifenlauge oder schwach säuerlich.

### Mikroskopische Merkmale
Die Sporen messen 9–12 × 4,5–6,5 Mikrometer, sind elliptisch-eiförmig, gelblich und mit feinwarziger Oberfläche. Mit Jodchemikalien zeigt sich keine Farbreaktion (nicht amyloid). Das Sporenpulver erscheint blassgelb.

## Artabgrenzung
Die Bauchweh-Koralle hebt sich von anderen Korallen durch blasse, milchkaffeefarbene Zweige ab.
Für Verwechslungen kommen andere Korallen wie die noch giftigere Dreifarbige (Ramaria formosa), die giftige Gelbliche (Ramaria flavescens), die ungenießbare Grünfleckende Fichten- (Ramaria abietina), die ungenießbare Kiefern- (Ramaria eumorpha) und die essbare Goldgelbe Koralle (Ramaria aurea) in Frage.
Der essbare, seltene (schonenswerte) Hahnenkamm (Ramaria botrytis) unterscheidet sich gut anhand seiner weinrötlichen Spitzen.

## Ökologie und Phänologie (Vorkommen)
Die Bauchweh-Koralle lebt in Mykorrhiza-Symbiose mit Bäumen, meist in Laubwäldern mit Eichen und Buchen, selten auch in Fichtenwäldern. Sie kommt vermutlich nur auf Kalkstandorten vor. Die Fruchtkörper erscheinen von August bis Oktober.

## Bedeutung
Eine Vergiftung bewirkt Magen-Darm-Beschwerden mit Bauchschmerzen, Erbrechen, Durchfall und bei empfindlichen Personen auch schwerwiegenderen Folgen nach einer halben bis drei Stunden nach Verzehr.
Die Giftstoffe der Gattung sind weitgehend unerforscht.